# Onur Air
Az Onur Air (IATA: 8Q, ICAO: OHY, Hívójel: ONUR AIR) török diszkont légitársaság, amelynek a székhelye az Atatürk nemzetközi repülőtér B technikai hangárjában volt. Elsősorban belföldi menetrend szerinti járatokat, valamint charterjáratokat üzemeltetett az Isztambuli repülőtéren lévő bázisáról. 2021 decemberétől kénytelen volt további intézkedésig minden tevékenységét felfüggeszteni, 2022 áprilisában pedig csődöt jelentett.

## Története

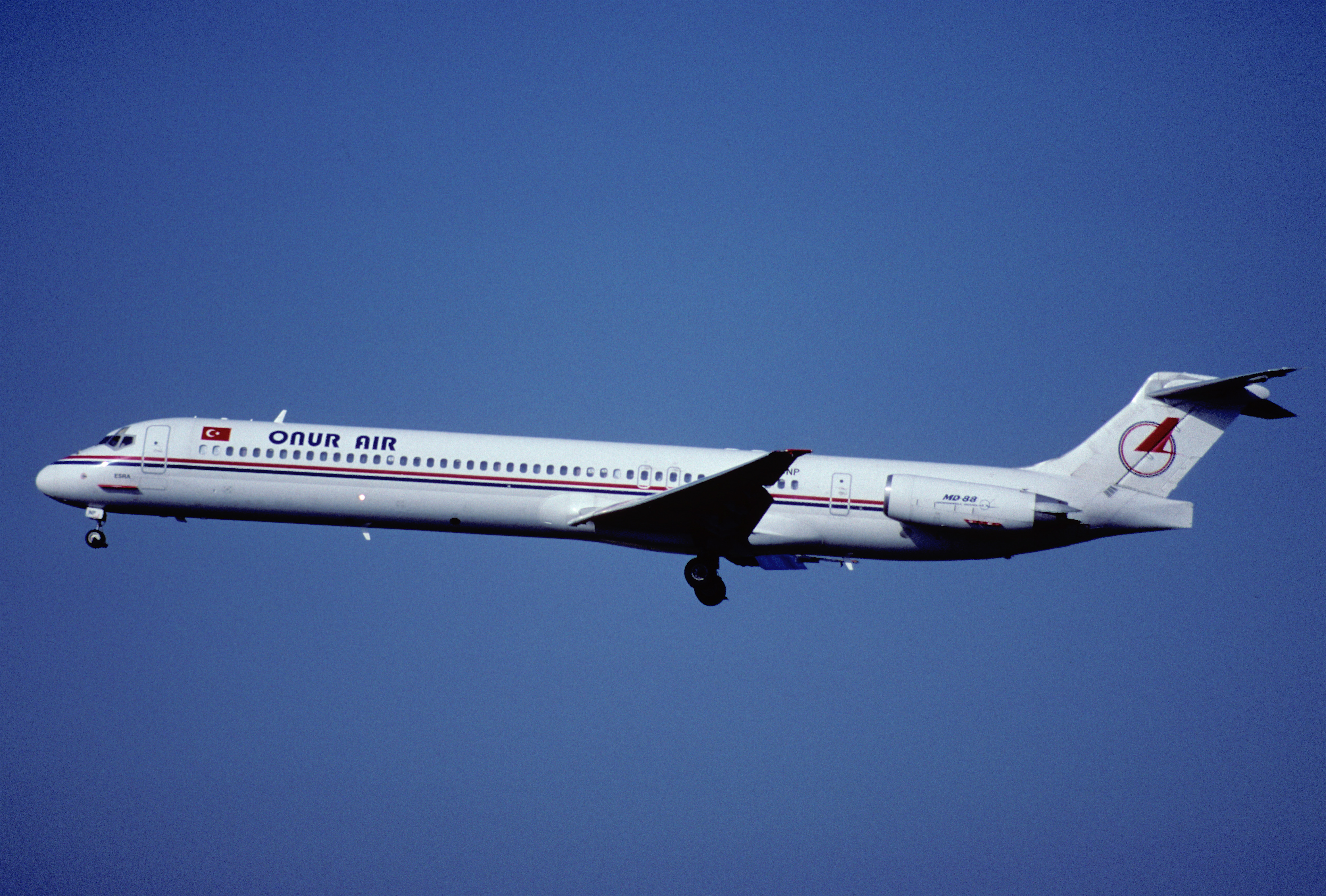
Egy korábbi Onur Air McDonnell Douglas MD-88-as 2001-ben

### Kezdeti évek
Az Onur Air 1992. április 14-én jött létre, és még abban az évben május 14-én kezdte meg a működését egy észak-ciprusi Ercan nemzetközi repülőtérre induló járattal, amelyet egy bérelt Airbus A320-as repülőgéppel üzemeltettek. Az "Onur" törökül büszkeséget, önbecsülést jelent. A következő években a légitársaság flottája egyre bővült, így 1995 végére már kilenc repülőgépet számlált. Korábban a székhelye az isztambuli Bakırköyben volt.

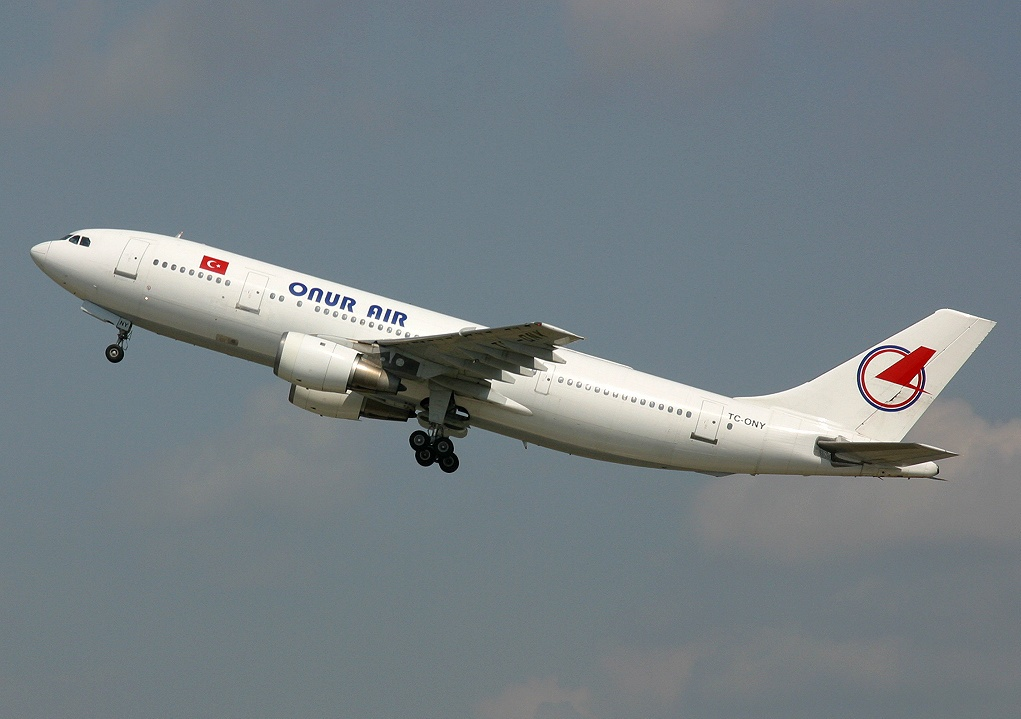
Egy korábbi Onur Air Airbus A300B2 2002-ben

1996-ban a Ten Tour megszerezte a légitársaság tulajdonjogát. 1997-re McDonnell Douglas MD-80-as kéthajtóműves repülőgépekkel bővült a flotta. Az öbölháború okozta recesszió miatt az Onur Airnek 1998-ban 13-ra, majd 1999-ben kilencre kellett csökkentenie flottájának méretét. Azután a légitársaság ismét bővült. Az Onur Air speciális teljes körű charterjáratokat (turista- és vendégmunkásjáratok) is üzemeltetett olyan utazásszervező vállalatok számára, mint a németországi Nazar Reisen és a törökországi Nazar Travel.

### A 2000-es és 2010-es évek
2005 májusában a légitársaságot kivonták a Luftfahrt-Bundesamtból, mivel az Onur Air repülőgépein súlyos hibákat fedeztek fel. Törökország ellenreakcióként ezután visszavonta a német légitársaságok leszállási engedélyeit. A külügyminisztérium tiltakozását követően feloldották a német repülőgépek leszállási tilalmát. Május 14-én a svájci és a francia repülésbiztonsági hatóságok visszavonták a légitársaság belépési engedélyét. Addig az Onur Air összesen kilenc tanúsítványt kapott az Airbustól és a Boeingtől karbantartási eljárásaiért.  A 2005. július 4. és 6. közötti időszakban a légitársaság felülvizsgálata ideiglenesen lezárult egy úgynevezett "végső találkozóval" az Onur Air bázisrepülőterén, Antalyában, a belépési engedélyek újbóli kiadásának követelményeivel összhangban.
2019. április 6-tól a légitársaság összes járatát a korábbi bázisáról, az Atatürk nemzetközi repülőtérről az új Isztambuli repülőtérre helyezték át.
2019 augusztusában az Onur Air egy új, részben saját tulajdonú leányvállalatot alapított Holiday Europe néven, amely Európa és Földközi-tenger körüli célállomások közötti járatokat üzemeltetett. Az Onur Air biztosította a repülőgépeket és a személyzetet az új légitársaság számára. 2021 októberében a Holiday Europe működési engedélyét visszavonták.

### Csődeljárás és a légitársaság felszámolása
2021 decemberében a török légügyi hatóságok nem újították meg a légitársaság működési engedélyét, és felfüggesztették az Onur Air teljes működését. A COVID-19 világjárványt követő, a pénzügyi stabilitás visszaszerzésére irányuló tárgyalások kudarcba fulladtak.
2022 februárjában a légitársaság utolsó megmaradt repülőképes repülőgépét is visszavette a bérbeadó, így az használható flotta nélkül maradt. 2022 áprilisában egy török bíróság csődöt állapított meg a légitársaságnál, miután egy volt alkalmazottja jogi eljárást indított.

## Célállomások
2021 szeptemberében, az engedélye felfüggesztését megelőzően az Onur Air a következő célállomásokra kínált menetrend szerinti járatokat (a charterjáratok kivételével):
| Ország      | Város       | Repülőtér                     | Megjegyzés     | Források |
| ----------- | ----------- | ----------------------------- | -------------- | -------- |
| Németország | Köln/Bonn   | Köln–Bonn repülőtér           |                |          |
| Németország | Düsseldorf  | Düsseldorfi repülőtér         |                |          |
| Kuvait      | Kuvaitváros | Kuvaiti nemzetközi repülőtér  |                |          |
| Törökország | Antalya     | Antalyai repülőtér            | Bázisrepülőtér |          |
| Törökország | Isztambul   | Isztambuli repülőtér          | Bázisrepülőtér |          |
| Ukrajna     | Odessza     | Odesszai nemzetközi repülőtér |                |          |

## Flotta

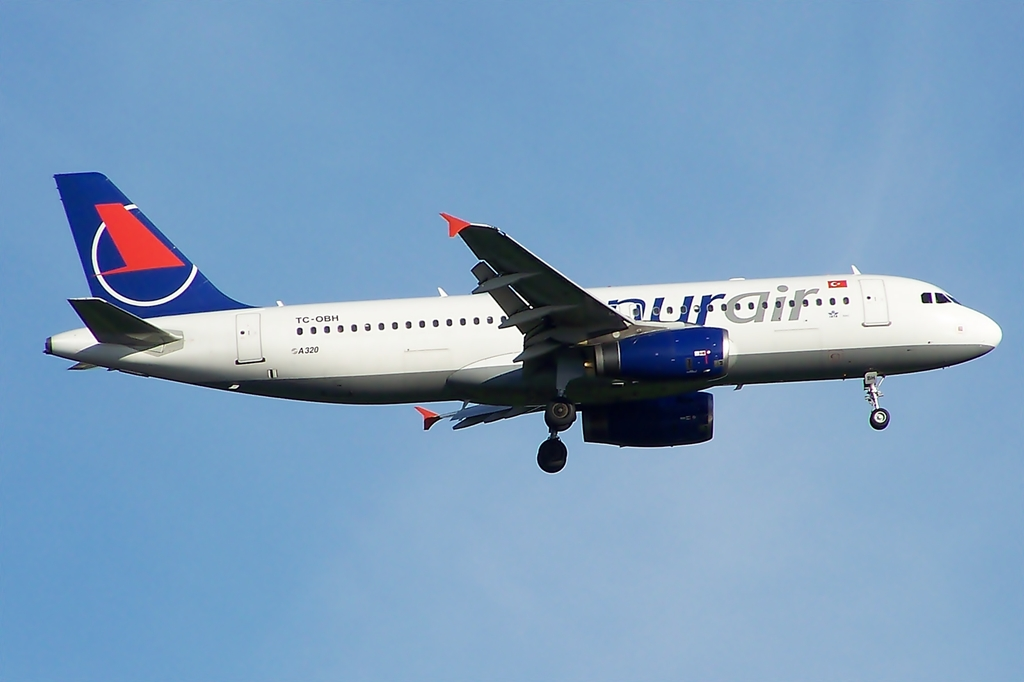
Az Onur Air egyik Airbus A320-200-asa

### A csőd előtti flotta

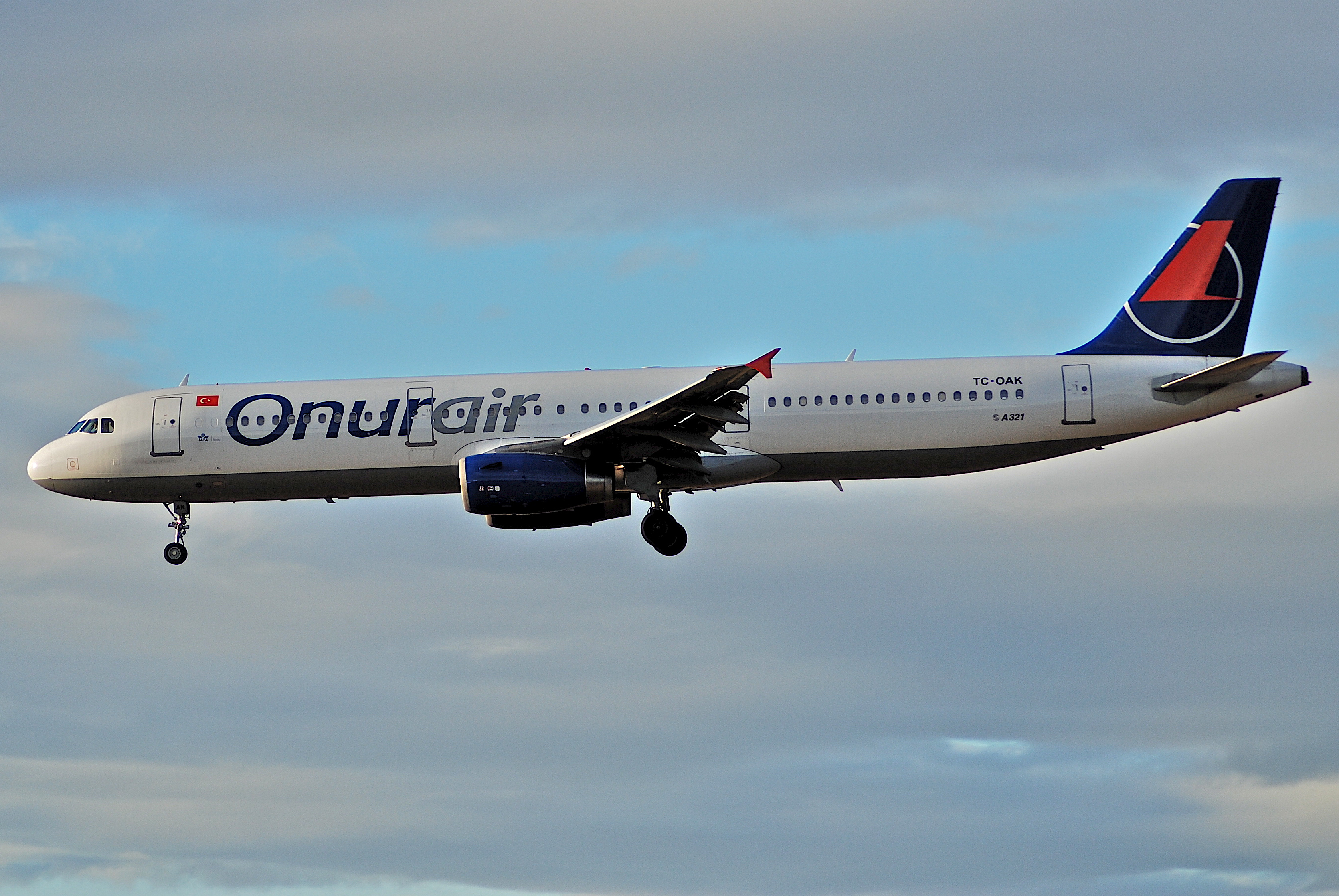
Az Onur Air egyik Airbus A321-200-asa

2021 szeptemberében, mielőtt szinte a teljes flotta visszakerült volna a bérbeadókhoz, az Onur Air flottája a következő, kizárólag Airbus típusú repülőgépekből állt:

### Korábbi flotta

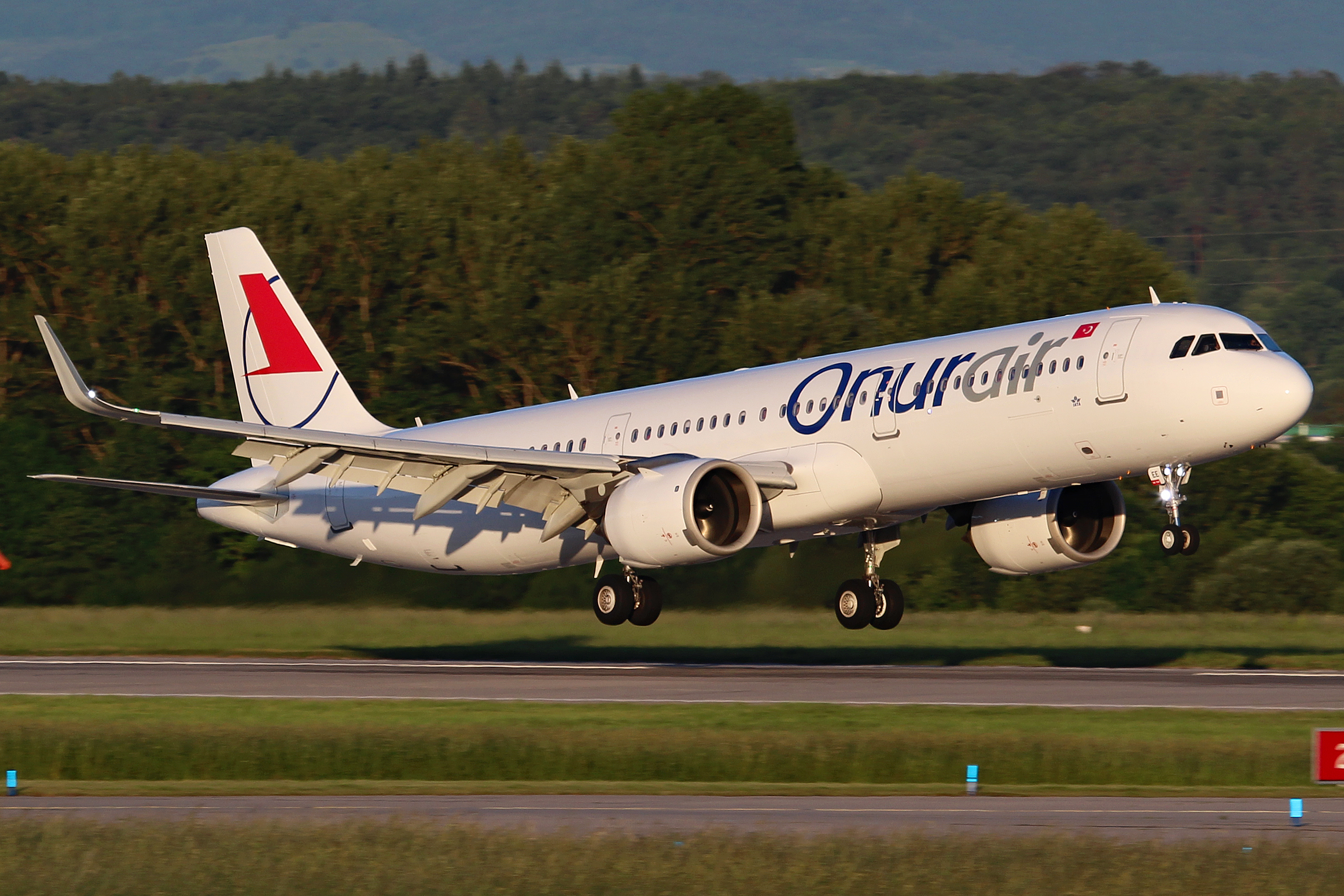
Egy korábbi Onur Air Airbus A321neo, amelyet csak rövid ideig üzemeltettek.

Az Onur Air a következő repülőgéptípusokat is üzemeltette:

## Balesetek és incidensek
- 2003. június 17-én az Onur Air 2263-as járata, egy McDonnell Douglas MD-88-as (TC-ONP lajstromjelű) repülőgép egy megszakított felszállást követően túlfutott a Groningeni repülőtér kifutópályáján. Sérülés nem történt, de a légitársaságot a biztonsági előírások megsértésével vádolták meg.[14]
- 2005. május 12-én az Onur Air egy hónapig nem léphetett be a holland légtérbe. A légitársaság felfüggesztését több incidens okozta. A holland hatóságok és az Onur Air között tárgyalások zajlottak, és 2005. május 24-én ismét engedélyt kapott arra, hogy Hollandiából és Hollandiába repüljön.[15]
- 2007. január 1-jén egy McDonnell Douglas MD-88-as raktere az Atatürk nemzetközi repülőtéren történő leszálláskor kiszakadt, és a poggyászok a kifutópályára zuhantak.
- 2007. szeptember 7-én egy Airbus A321 típusú repülőgépen a Dalamani repülőtérről a Birminghami repülőtérre tartó út közben elvesztette a kabinnyomást, amely miatt kényszerleszállást kellett végrehajtaniuk az Atatürk nemzetközi repülőtéren. Az utasok beszámolói szerint a hajtómű füstölt és az oxigénmaszkok meghibásodtak.
- 2011. augusztus 20-án az Onur Air egyik pilótája elfelejtett kapcsolatba lépni a müncheni légiforgalmi irányítással, ami miatt Németország és Ausztria gyorsreagálású légvédelme négy Eurofighter Typhoon-t küldött a társaság A321-esének elfogására.[16]

## Fordítás
Ez a szócikk részben vagy egészben  az   Onur Air című angol Wikipédia-szócikk ezen változatának fordításán alapul.  Az eredeti cikk szerkesztőit annak laptörténete sorolja fel. Ez a jelzés csupán a megfogalmazás eredetét és a szerzői jogokat jelzi, nem szolgál a cikkben szereplő információk forrásmegjelöléseként.